# Tribolonotus ponceleti
Tribolonotus ponceleti é uma espécie de réptil escamado da família Scincidae. Apenas pode ser encontrada nas Ilhas Salomão.